# 마사 헨리
마사 헨리(Martha Henry, CC, 1938년 2월 17일 ~ 2021년 10월 21일)는 미국, 캐나다의 배우이다.

## 출연 작품
- H2O (2004)
- 클린 (2004)
- The Republic of Love (2003)
- 빨간머리 앤 - 참된 행복을 찾아서 (2000)
- 화이트 라이트 (1991)